# Simone Gualdi
Simone Gualdi (* 16. April 2005 in Alzano Lombardo) ist ein italienischer Radrennfahrer, der im Straßenradsport aktiv ist.

## Sportlicher Werdegang
Als Junior etablierte sich Gualdi 2022 und 2023 als einer der besten Nachwuchsfahrer seines Landes. Erfolge erzielte er überwiegend auf nationaler Ebene: 2023 wurde er italienischer Junioren-Meister im Straßenrennen und entschied die Gesamtwertung der nationalen Rennserie für Junioren für sich. 2024 wurde er Mitglied im Team Wanty-Re Uz-Technord, dem Development Team des UCI WorldTeams Intermarché-Wanty. Die beste Platzierung in seiner ersten Saison war der vierte Platz beim Grote Prijs Stad Halle. 
2025 wurde Gualdi zu Beginn der Saison überwiegend im WorldTeam eingesetzt, bestes Ergebnis war der zehnte Platz bei der Trofeo Laigueglia. Mit dem Development Team verpasste er als Zweiter beim Eintagesrennen Le Tour des 100 Communes nur knapp seinen ersten Sieg in der Elite. Bereits im März wurde seine Übernahme in das WorldTeam ab der Saison 2026 bekannt gegeben. im Verlauf der Saison 2025 folgten weitere Spitzenplatzierungen wie der dritte Platz bei Lüttich–Bastogne–Lüttich Espoirs und der dritte Gesamtrang beim Course de la Paix Grand Prix Jeseníky.

## Ehrungen
2023 wurde Gualdi für seine Leistungen im Verlauf der Saison mit dem Oscar TuttoBici Juniores des italienischen Radsportmagazins Tutto Bici geehrt.

## Erfolge
2022
- Nachwuchswertung Giro della Lunigiana

2023
- Italienischer Junioren-Meister – Straßenrennen

2025
- Punkte- und Nachwuchswertung Course de la Paix Grand Prix Jeseníky